# Condado de Jones (Dakota do Sul)
O Condado de Jones (em inglês:  Jones County) é um dos 66 condados do estado americano da Dakota do Sul. A sede e maior cidade do condado é Murdo.
O condado possui uma área de 2 515 km², dos quais 3 km² estão cobertos por água, uma população de 1 006 habitantes, e uma densidade populacional de 0,4 hab/km² (segundo o censo nacional de 2010). É condado menos populoso da Dakota do Sul.